# Priscus d'Épire
Priscus d'Épire (grec ancien : Πρίσκος Príscos) (vers 305 – vers 395 ap. J.-C.), également connu sous le nom de Priscus le Thesprotien (grec ancien : Πρίσκος ὁ Θεσπρωτός Príscos ho Thesprôtós) et de Priscus le Molossien (grec ancien : Πρίσκος ὁ Μολοσσός Prískos ho Molossós), était un philosophe et théurgiste néoplatonicien, collègue de Maxime d'Éphèse et ami de l'empereur Julien.

## Biographie
Priscus fut d'abord élève d'Édésios  à Pergame, dont il devint un des principaux disciples avec Maxime d'Éphèse (Édésios étant lui-même élève de Jamblique). Plus tard, il alla enseigner à Athènes, et c'est probablement là qu'il rencontra le futur empereur Julien en été 355. Priscus fut ensuite son  professeur. Alors que Julien était en Gaule, il écrivit à Priscus dans l'espoir d'acquérir les écrits de Jamblique sur les Oracles chaldaïques,. Et lorsqu'il fut proclamé César (en novembre 355), il convoqua Priscus en Gaule, avant de l'emmener avec lui à Constantinople lorsqu'il devint Auguste en 361.

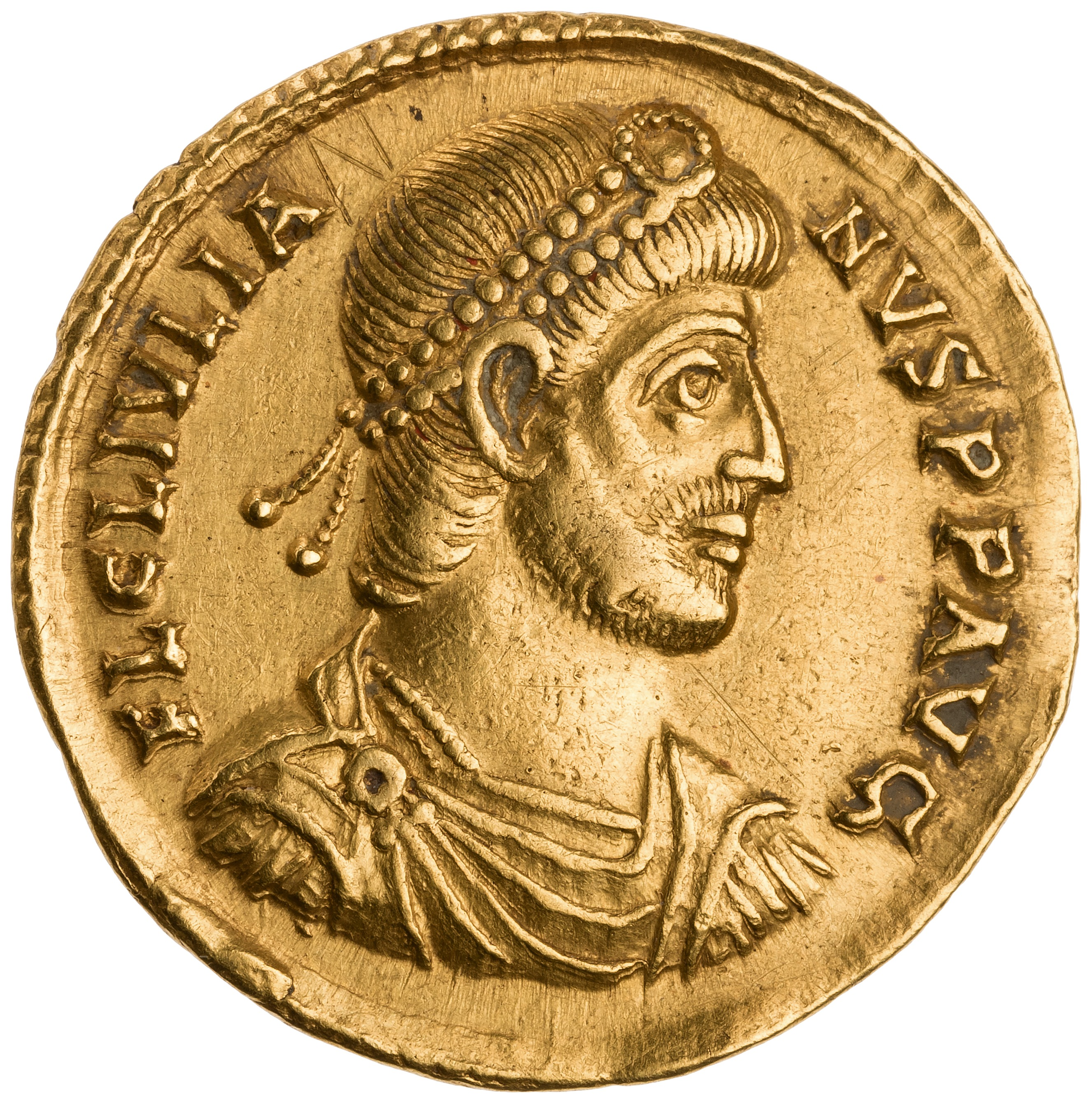
L'empereur Julien, ami de Priscus. Solidus en or portant son effigie.

On retrouve Priscus à Antioche en 362, où il a contribué à la réconciliation entre Julien et Libanios (dont il fit la connaissance dans cette ville, et qu'il fréquenta). Selon Eunape, Priscus et Maxime, un autre philosophe néoplatonicien, accompagnèrent Julien lors de sa campagne militaire en Perse, et ils se trouvaient avec lui au moment de sa mort, en juin 363.
D'abord bien acceptés par Jovien, le successeur de Julien, Priscus et Maxime tombèrent en disgrâce et furent arrêtés sous les empereurs Valentinien Ier et Valens, mais Priscus ne fut  toutefois pas trop inquiété. Il fut libéré, contrairement à Maxime qui, lui, fut exécuté sous l'injonction de Valens en 371.
On le voit: Priscus a été un grand voyageur. D'Épire, il va à Pergame, pour revenir en Grèce en 351. Il se rend ensuite auprès de Julien en Gaule, et le suit à Constantinople, puis à Antioche et enfin en Perse. On ignore s'il est resté en Asie mineure dans les années où les amis de Julien connurent des ennuis avec le pouvoir, mais on sait qu'il put revenir à Athènes. Dans cette ville, il poursuivit son enseignement pendant plus de trente ans, et il y demeura jusqu'à sa mort, à ce qu'il semble.

## Dans la culture populaire
Priscus est un des trois narrateurs (avec Libanios et l'empereur Julien) du roman de Gore Vidal, Julien (roman) (en), paru en 1964.